# Reinier Peter Smits
Reinier Peter Smits (Valkenswaard, 27 maart 1766 - Eindhoven, 3 oktober 1832) is een voormalig burgemeester van de Nederlandse stad Eindhoven. 
Hij werd geboren als zoon van Jacobus Smits en Elisabeth Vermeulen. Hij was in Eindhoven raadslid van 1813 tot 1822, en in 1823 een van de drie burgemeesters. Vervolgens, na het in werking treden van het reglement van 1824 bij Koninklijk Besluit, de enige burgemeester van Eindhoven van 1824 tot aan zijn dood in 1832. 
Hij trouwde op 20 oktober 1799 in Eindhoven met Maria Catharina van Baar, dochter van oud-burgemeester Hendrikus van Baar en Gertruda van Antwerpen, en nicht van burgemeester Johannes Laurentius van Antwerpen. Reinier Peter Smits was een broer van eerdere burgemeester Johannes Theodorus Smits en oom van de latere burgemeester Johannes Theodorus Smits van Oyen